# Birkózás az 1980. évi nyári olimpiai játékokon
Az 1980. évi nyári olimpiai játékokon a birkózás húsz versenyszámból állt, tíz szabadfogású és tíz kötöttfogású súlycsoportban.

## Éremtáblázat
(A táblázatokban a hazai és a magyar csapat eltérő háttérszínnel, az egyes számoszlopok legmagasabb értéke, vagy értékei vastagítással kiemelve.)
| Az 1980. évi nyári olimpiai játékok éremtáblázata birkózásban | Az 1980. évi nyári olimpiai játékok éremtáblázata birkózásban | Az 1980. évi nyári olimpiai játékok éremtáblázata birkózásban | Az 1980. évi nyári olimpiai játékok éremtáblázata birkózásban | Az 1980. évi nyári olimpiai játékok éremtáblázata birkózásban | Olimpia  |
| ------------------------------------------------------------- | ------------------------------------------------------------- | ------------------------------------------------------------- | ------------------------------------------------------------- | ------------------------------------------------------------- | -------- |
|                                                               | Ország                                                        | Arany                                                         | Ezüst                                                         | Bronz                                                         | Összesen |
| 1.                                                            | Szovjetunió (URS)                                             | 12                                                            | 3                                                             | 2                                                             | 17       |
| 2.                                                            | Bulgária (BUL)                                                | 3                                                             | 4                                                             | 3                                                             | 10       |
| 3.                                                            | Magyarország (HUN)                                            | 2                                                             | 3                                                             | 2                                                             | 7        |
| 4.                                                            | Románia (ROU)                                                 | 1                                                             | 1                                                             | 2                                                             | 4        |
| 5.                                                            | Görögország (GRE)                                             | 1                                                             | 0                                                             | 1                                                             | 3        |
| 6.                                                            | Olaszország (ITA)                                             | 1                                                             | 0                                                             | 0                                                             | 1        |
| 7.                                                            | Lengyelország (POL)                                           | 0                                                             | 5                                                             | 2                                                             | 7        |
| 8.                                                            | Észak-Korea (PRK)                                             | 0                                                             | 2                                                             | 0                                                             | 2        |
| 9.                                                            | Mongólia (MGL)                                                | 0                                                             | 1                                                             | 1                                                             | 2        |
| 10.                                                           | NDK (GDR)                                                     | 0                                                             | 1                                                             | 0                                                             | 1        |
| 11.                                                           | Csehszlovákia (TCH)                                           | 0                                                             | 0                                                             | 2                                                             | 2        |
| 11.                                                           | Svédország (SWE)                                              | 0                                                             | 0                                                             | 2                                                             | 2        |
| 13.                                                           | Finnország (FIN)                                              | 0                                                             | 0                                                             | 1                                                             | 1        |
| 13.                                                           | Jugoszlávia (YUG)                                             | 0                                                             | 0                                                             | 1                                                             | 1        |
| 13.                                                           | Libanon (LIB)                                                 | 0                                                             | 0                                                             | 1                                                             | 1        |
|                                                               |                                                               |                                                               |                                                               |                                                               |          |
| Összesen                                                      | Összesen                                                      | 20                                                            | 20                                                            | 20                                                            | 60       |

## A szabadfogású birkózás érmesei
| Az 1980. évi nyári olimpiai játékok érmesei szabadfogású birkózásban |                                          |                                                  |                                              |
| Versenyszám                                                          | Arany                                    | Ezüst                                            | Bronz                                        |
| papirsúly (48 kg-ig)                                                 | Claudio Pollio · Olaszország (ITA)       | Csang Szehong (Jang Se-hong) · Észak-Korea (PRK) | Szergej Kornyilajev · Szovjetunió (URS)      |
| lepkesúly (52 kg-ig)                                                 | Anatolij Beloglazov · Szovjetunió (URS)  | Władysław Stecyk · Lengyelország (POL)           | Nermedin Szelimov · Bulgária (BUL)           |
| légsúly (57 kg-ig)                                                   | Szergej Beloglazov · Szovjetunió (URS)   | Ri Hophjong (Li Ho-Pyong) · Észak-Korea (PRK)    | Dugarsuren Ojonbold · Mongólia (MGL)         |
| pehelysúly (62 kg-ig)                                                | Magomedgaszan Abusev · Szovjetunió (URS) | Miho Dukov · Bulgária (BUL)                      | Jeórjiosz Hadziioanídisz · Görögország (GRE) |
| könnyűsúly (68 kg-ig)                                                | Szajpulla Adszajdov · Szovjetunió (URS)  | Ivan Jankov · Bulgária (BUL)                     | Šaban Sejdi · Jugoszlávia (YUG)              |
| váltósúly (74 kg-ig)                                                 | Valentin Rajcsev · Bulgária (BUL)        | Jamtszjing Davaazsan · Mongólia (MGL)            | Dan Karabin · Csehszlovákia (TCH)            |
| középsúly (82 kg)                                                    | Iszmail Abilov · Bulgária (BUL)          | Magomedhan Aracilov · Szovjetunió (URS)          | Kovács István · Magyarország (HUN)           |
| félnehézsúly (90 kg)                                                 | Szanaszar Oganeszjan · Szovjetunió (URS) | Uwe Neupert · NDK (GDR)                          | Aleksander Cichoń · Lengyelország (POL)      |
| nehézsúly (100 kg-ig)                                                | Ilja Matye · Szovjetunió (URS)           | Szlavcso Cservenkov · Bulgária (BUL)             | Július Strnisko · Csehszlovákia (TCH)        |
| nehézsúly (100 kg felett)                                            | Szoszlan Angyijev · Szovjetunió (URS)    | Balla József · Magyarország (HUN)                | Adam Sandurski · Lengyelország (POL)         |

## A kötöttfogású birkózás érmesei
| Az 1980. évi nyári olimpiai játékok érmesei kötöttfogású birkózásban |                                             |                                      |                                       |
| Versenyszám                                                          | Arany                                       | Ezüst                                | Bronz                                 |
| papirsúly (48 kg)                                                    | Zsakszilik Üskempirov · Szovjetunió (URS)   | Constantin Alexandru · Románia (ROU) | Seres Ferenc · Magyarország (HUN)     |
| lepkesúly (52 kg)                                                    | Vahtang Blagidze · Szovjetunió (URS)        | Rácz Lajos · Magyarország (HUN)      | Mladen Mladenov · Bulgária (BUL)      |
| légsúly (57 kg)                                                      | Samil Szerikov · Szovjetunió (URS)          | Józef Lipień · Lengyelország (POL)   | Benni Ljungbeck · Svédország (SWE)    |
| pehelysúly (62 kg)                                                   | Sztéliosz Mijákisz · Görögország (GRE)      | Tóth István · Magyarország (HUN)     | Borisz Kramarenko · Szovjetunió (URS) |
| könnyűsúly (68 kg)                                                   | Ștefan Rusu · Románia (ROU)                 | Andzej Supron · Lengyelország (POL)  | Lars-Erik Skiöld · Svédország (SWE)   |
| váltósúly (74 kg)                                                    | Kocsis Ferenc · Magyarország (HUN)          | Anatolij Bikov · Szovjetunió (URS)   | Mikko Huhtala · Finnország (FIN)      |
| középsúly (82 kg)                                                    | Gennagyij Korban · Szovjetunió (URS)        | Jan Dołgowicz · Lengyelország (POL)  | Pavel Pavlov · Bulgária (BUL)         |
| félnehézsúly (90 kg)                                                 | Növényi Norbert · Magyarország (HUN)        | Igor Kanigin · Szovjetunió (URS)     | Petre Dicu · Románia (ROU)            |
| nehézsúly (100 kg-ig)                                                | Georgi Rajkov · Bulgária (BUL)              | Roman Bierła · Lengyelország (POL)   | Vasile Andrei · Románia (ROU)         |
| (szuper)nehézsúly (100 kg felett)                                    | Alekszandr Kolcsinszkij · Szovjetunió (URS) | Alekszandar Tomov · Bulgária (BUL)   | Hasszan Bechara · Libanon (LIB)       |